# Næbbet (Ærø)
 For alternative betydninger, se Næbbet. (Se også artikler, som begynder med Næbbet)
Næbbet er et vinkelforland sydøst for Skjoldnæs Fyr på Ærøs nordspids. Næbbet er et af det Sydfynske Øhavs mest karakteristiske eksempler på et tosidigt opbygget vinkelforland. Her mødes øst- og vestgående havstrømme og afsætter materiale fra Ærøs nordøstkyst. Småsøerne er opstået ved gravning af ral, og da ralgravningen ophørte i 1975, blev her skabt et naturområde med bl.a. ynglende og rastende havterner, blishøne, svaner, ænder, strandskade, rødben og præstekraver ses også. I de senere år har den lille dværgterne ynglet ved Næbbet. Det er vigtigt at tage hensyn til fuglene og det øvrige dyreliv når man færdes på Næbbet. Området har også et rigt planteliv.
På selve Næbbet er der stenet kyst med dybt vand tæt ind til land. Syd for spidsen er der gode fiske og bademuligheder.
Næbbet er en vigtig arkæologisk lokalitet med en boplads fra slutningen af jægerstenalderen  (12.500-3.900 f.Kr.). Der er bl.a fundet et ca. 6.000 år gammelt spyd med en gaffelformet spids, der blev brugt til at spidde fisk med.
Under Kanonbådskrigen (1807-1814) blev Næbbet 1812 forsynet med skanser. Til landets forsvar mod den engelske flåde blev der overalt på strategiske steder opført skanser med artilleri, som kunne beskyde fjenden, hvis han vovede sig for langt ind mod kysten. Det viste sig at være meget nødvendigt, for engelske flådestyrker angreb i foråret 1808 Avernakø. 
54°58′8″N 10°13′17.9″Ø / 54.96889°N 10.221639°Ø
|  | Denne artikel om lokaliteten Næbbet (Ærø) kan blive bedre, hvis der indsættes et (bedre) billede. Du kan hjælpe ved at afsøge Wikimedia Commons for et passende billede eller lægge et op på Wikimedia Commons med en af de tilladte licenser og indsætte det i artiklen. |